# ایستگاه متروی میرزای شیرازی (شیراز)

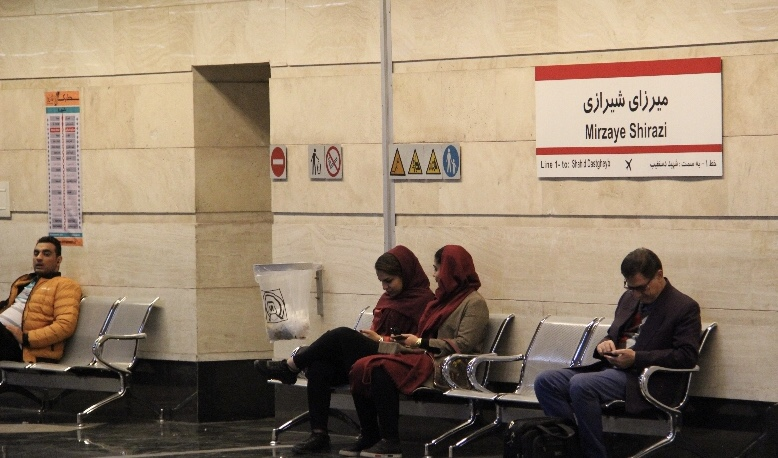
نمایی از ایستگاه متروی میرزای شیرازی

ایستگاه میرزای شیرازی سومین ایستگاه خط ۱ و نخستین ایستگاه خط ۳ متروی شیراز است که در پل معالی آباد واقع شده و یکی از ایستگاه‌های مهم است که کار خود را با افتتاح متروی شیراز آغاز کرد و در نهایت این ایستگاه در مهر ۹۳ به بهره‌برداری رسید 
این ایستگاه با مساحت ۶۰۶۲ مترمربع و عمق ایستگاه ۹/۳۴  متر از نوع نیمه عمیق (۱طبقه) ، سکو طرفین دارای ۲ دروازه ورودی ، خروجی می‌باشد.

## مسیرهای ایستگاه
- بلوار دکتر شریعتی{ بلوار معالی آباد}
- بلوار شهید چمران
- خیابان میرزای شیرازی شرقی{خیابان قصردشت}
- بلوار میرزای شیرازی{بلوار تاچارا}
- پیاده راه سلامت

## محله های ایستگاه
- معالی آباد
- گلدشت معالی آباد
- تاچارا
- شاهد
- دینکان
- منصور آباد
- پردیس سینمایی گلستان

## میرزای شیرازی
این ایستگاه به نام میرزای شیرازی فقیه شیعه می‌باشد. او حکم تحریم توتون و تنباکو را صادر کرد. او اصالتا اهل محله درب شاهزاده در شیراز است.